# Branko Mikulić
Branko Mikulić (Podgrađe, 10. lipnja 1928. - Sarajevo, 12. travnja 1994.), visokopozicionirani dužnosnik SR Bosne i Hercegovine i osmi po redu predsjednik Saveznog izvršnog vijeća SFR Jugoslavije.

## Životopis

### Podrijetlo, Drugi svjetski rat i školovanje
Branko Mikulić je rođen 10. lipnja 1928. godine u uglednoj hrvatskoj obitelji iz okolice Uskoplja. Mikulićev otac Jura je bio ratar i osvjedočeni sljedbenik HSS-a tj. Stjepana Radića. Tijekom Drugog svjetskog rata Mikulićev otac je bio poslanik na 2. zasjedanju Antifašističkog vijeća narodnog oslobođenja Jugoslavije (AVNOJ) u Jajcu, 29. i 30. studenoga 1943. godine. Nakon rata Jura Mikulić je bio proglašen Narodnim herojem Jugoslavije. Branko Mikulić je završio nižu gimnaziju u Bugojnu, u ranoj mladosti je bio pripadnik Hrvatskog domobranstva u Nezavisnoj Državi Hrvatskoj, nakon čega se 1943. priključio Narodnooslobodilačkom pokretu. Mikulić se nakon rata školovao na Ekonomskom fakultetu u Zagrebu.

### Politička karijera
Nakon školovanja u Zagrebu vratio se u rodno mjesto, gdje se posvetio politici. U početku je bio zastupnik Bugojna, a nakon toga zastupnik zapadnobosanskog kotara. 1965. godine izabran je za tajnika Centralnog komiteta (CK) Saveza komunista BiH (SKBiH). 1969. izabran je za predsjednika SKBiH. Mikulić se borio da SR BiH bude ravnopravna drugim federalnim jedinicama, te je ponudio razvojni program: tisuću škola, tisuću biblioteka, asfalt u svako selo, kultura i prosvjeta kao jedini način za napredak SR BiH. S mladom ekipom suradnika, među kojima su se isticali Hamdija Pozderac, Todo Kurtović i Hasan Grabčanović, Mikulić je započeo izgradnju sistema socijalne i nacionalne ravnopravnosti, s ciljem potpune afirmacije muslimana, te revitalizacije Hrvata na političku scenu SR BiH. Muslimani, koji su se u ranijim popisima SFRJ tretirali kao neopredijeljeni, su pod vladavinom Mikulića izborili pravo na nacionalnu samobitnost. Mikulić je bio zaslužan za ekonomski preporod zapadne Hercegovine, te skidanje etikete ustaškog, klerikalnog i neprijateljskog područja unutar Jugoslavije. Početkom 1970-ih Mikulić se energično odupro nacionalističkim i liberalnim smjerovima unutar zemlje, zastupajući čvrsti kurs Saveza komunista Jugoslavije (SKJ). Na taj način je preživio čistku iz 1972. koja je pomela hrvatske i srpske reformističke lidere unutar Jugoslavije. Branko Mikulić je održavao blisko savezništvo s Hamdijom Pozdercem i ostalim bosanskim muslimanima, partijskim liderima u Sarajevu, ostajući u trajnom sukobu s dogmatskim i informbiroovskim snagama u SKJ. Svoju poziciju je učvršćivao veličanjem Titova kulta, tvrdeći da su svi nacionalizmi jednako opasni, te da su za SR BiH najopasniji oni iredentistički što dolaze iz Beograda i Zagreba. Ovakva dogmatičnost rezultirala je da je stalno bio na udaru tadašnjih beogradskih liberala, Ljubomira Tadića, Dobrice Ćosića i Mihaila Markovića. Mikulić je uspio učiniti bosansko gospodarstvo konkurentnim, ne samo u domaćim nego i u međunarodnim razmjerima, udruživši privredne kapacitete u tzv. velike sisteme (Unioninvest Sarajevo, UPI Banka Sarajevo, Energoinvest Sarajevo, RMK Zenica, Hepok Mostar, Soko Mostar i dr.). Mnogi danas tvrde kako je razvoj Bosne i Hercegovine unutar Jugoslavije bio najznačaniji poslije Drugog Svjetskog rata upravo u vrijeme kada je Branko Mikulić bio član predsjedništva SR BiH. Mikulić je kao član Predsjedništva CK SKJ, na proslavi Dana borca na Tjentištu - Sutjesci 4. srpnja 1981. godine, ukazanja u Međugorju proglasio neprijateljskim. Njegov govor je bio znak za početak žestoke medijske kampanje protiv međugorskog fenomena, fra Jozu Zovku i sve ljude oko njega. Od 1982. do 1984. obnašao je dužnost predsjednika Predsjedništva SR Bosne i Hercegovine. Mikulić je bio zaslužan za to da je XIV. Zimske olimpijske igre dobilo Sarajevo, koji nije imao nikakvu športsku infrastrukturu niti tradicije u zimskim športovima, u usporedbi sa SR Slovenijom. Uoči Olimpijade, pod pritiskom glasina da ga zovu socijalističkim carem, Mikulić se odbio useliti u novu državnu rezidenciju u centru Sarajeva, na Mejtašu. Olimpijada u Sarajevu je postigla izuzetan uspjeh. Juan Antonio Samaranch, tadašnji predsjednik Međunarodnog olimpijskog odbora, je nahvalio Mikulića u jugoslavenskim i međunarodnim medijima. Dvije godine nakon Olimpijade, 1986., Mikulić je bio izabran za predsjednika Saveznog izvršnog vijeća (SIV). Na čelu SIV-a, Mikulić je sastavio vijeće koje je bilo spremno nastaviti ekonomsku stabilizaciju Jugoslavije. Trinaest od njegovih 28 nominiranih članova bili su mladi ljudi, koji su u došli u SIV s pozicija u poduzećima ili iz obrazovnih institucija. Mikulić je kao predsjednik SIV-a tada najavio smanjivanje inflacijske stope za 90 posto. Mikulić je podnio ostavku na poziciju SIV-a 16. ožujka 1989. godine, nakon čega se vratio u Sarajevo.

### Obitelj i smrt
Mikulić je bio oženjen za Rajku Mikulić, s kojom je imao kćer Planinku i sina Rodoljuba. Branko Mikulić je gotovo cijeli rat u Bosni i Hercegovini proveo u Sarajevu. Kada je doznao da boluje od raka, Mikulić je otišao u Švicarsku gdje mu je boravak uredio Juan Antonio Samaranch. Kratko je boravio u bolnici u Lausanni. Mikulić se početkom travnja 1994. godine s frankfurtskog vojnog aerodroma, redovitih linija zbog rata nije bilo, vratio u Sarajevo. Nije želio dalje liječenje, te je umro par dana poslije u opkoljenom Sarajevu. Branko Mikulić je pokopan na sarajevskom groblju Sv. Josipa u nazočnosti oko 2000 ljudi. Nekoliko godina poslije preminula mu je i kći. Mikulićeva supruga je preminula u Zagrebu gdje je boravila kod sina, a sin mu je preminuo od infarkta 2006. godine. Mikulićeva unuka Nastja je, da bi se prehranila, u sarajevskom naselju Dobrinja prodavala u bescjenje umjetnine koje su joj ostale od pokojnog djeda i majke.

### Odlikovanja
- Orden zasluga za narod
- Orden bratstva i jedinstva